# Rosa sempervirens
Roseira-brava (Rosa sempervirens) é uma planta arbustiva da família das rosáceas. É uma planta nativa da Europa que ocorre em Portugal em zonas de clima temperado, de preferência em lugares pouco ensolarados. Possui folhas perenes.